# Iglesia de la Santa Cruz (Llombay)
La iglesia parroquial de la Santa Cruz de Llombay, también llamada antiguo convento de Dominicos, se encuentra situada en la Plaza de la Iglesia, del municipio del mismo nombre, de la Comunidad Valenciana en la provincia de Valencia, España. Se trata de un monumento catalogado como bien de interés cultural, con anotación ministerial número: R-I-51-0004750

## Historia
La antigua iglesia fue fundada por el obispo Ramón Gastó el 1329, y estaba dedicada a los Santos Juanes. Este templo se integró en el convento de los dominicos, vestido en 1543, por bula del papa Pablo III (de 3 de diciembre de 1544), cuyo documento se conserva en buen estado). El convento fue una donación de Francisco de Borja, primer Marqués de Llombay, creador del noviciado, convento y nuevo templo, en memoria de su matrimonio con Leonor de Castro, dama portuguesa de la emperatriz Isabel de Portugal. El primer prior fue fray Juan Mico, y la construcción quedó completada en 1548.
Debido a la desamortización de Mendizabal, se produjo la disolución de la comunidad de frailes y más tarde, con la Guerra Civil Española (en que sufrió un asalto en julio de 1936), se perdieron parte de las tierras y huertos que se disgregaron y también se derribaron edificaciones.
En 1994, al cumplirse los 450 años de la fundación de la parroquia de la Santa Cruz, Arturo Climent, escribió una “Historia de la parroquia de la Santa Cruz de Llombai”, siguiendo el encargo del párroco de la misma.
En el año 2010 se procedió a la restauración de la cúpula de la Capilla de la Comunión, reponiendo tejas, y llevando a cabo la limpieza de la cúpula para eliminar los hongos y la formación de los ríos. Se ha retejado con tejas de color azul las cumbreras, y tejas de color blanco y rojo, los ríos. También se ha realizado el asentamiento del pináculo que remataba la cúpula y se ha colocado la cruz que se había retirado en alrededor en 1940. También se ha trabajado en la fachada principal del templo (cosidos de anclaje a los muros con varilla de acero inoxidable y resina). Así mismo se han restaurado los agujeros con arena de sílice y una pátina del color originario (pardo). En la capilla del coro se ha cubierto lo que faltaba de la bóveda y se ha realizado una pátina nuevamente del color original del templo (color ocre y almagra) Para acabar en ese mismo año se finalizó la restauración de sus tres campanas.

## Descripción

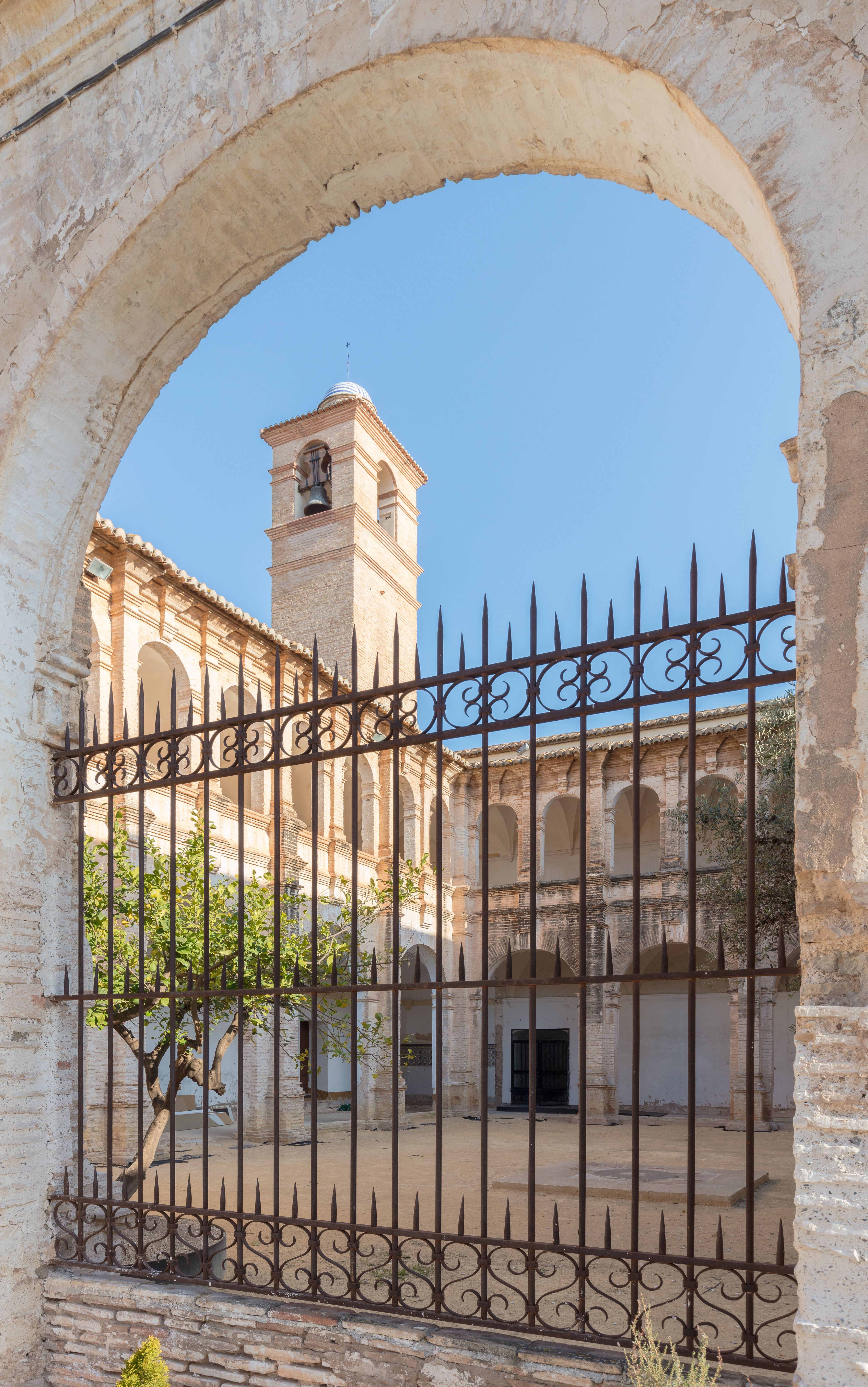
Vista de la verja y del patio

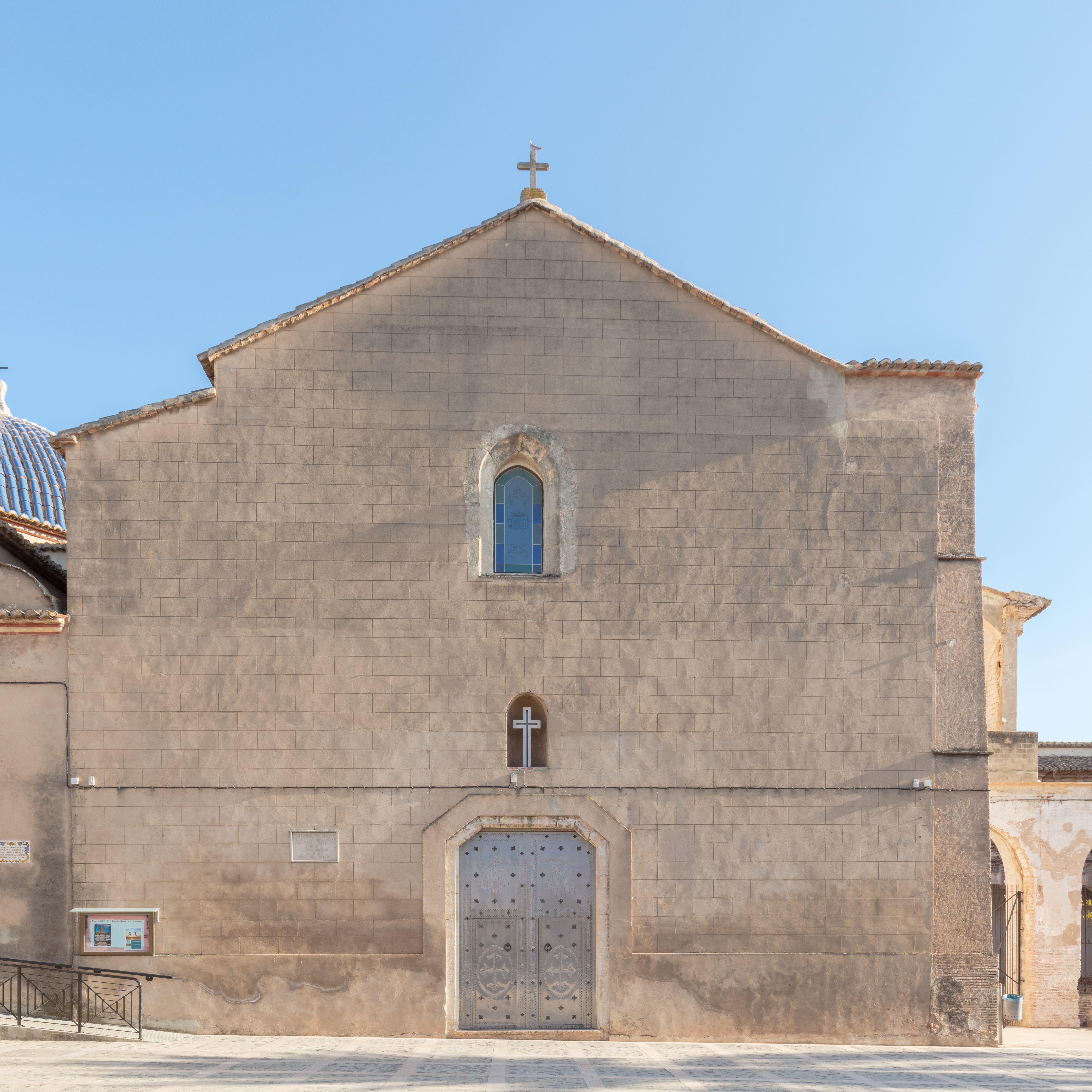
Fachada de la iglesia

La iglesia es de estilo gótico, de una sola nave, sin cúpula, ni crucero, de fábrica ojival y bóveda de crucería, verdadero tipo de las iglesias góticas valencianas, con capilla principal donde está el altar mayor y ocho capillas laterales, con un espacioso coro alto y torre campanario.
Así pues, presenta una sola nave, con cubierta de bóveda de crucería sencilla, posee capillas laterales entre los contrafuertes; utilizando arcos fajones, apuntados, que dividen el espacio en cuatro tramos, mientras que el presbiterio tiene forma pentagonal (fue pintado por Cardells, con motivos de la santa Cruz). La capilla mayor tiene cubierta con bóveda de crucería con nervios. La iglesia tiene además coro alto a los pies sobre bóvedas rebajadas.
Como muchos otros monumentos, la iglesia de la Santa Cruz, durante el siglo XVII sufrió obras para remozarla al estilo barroco (a base de esgrafiados en grisalla, siendo la decoración más recargada en los arcos que dan paso a las capillas laterales; aprovechándose también para colocar un zócalo de cerámica valenciana con dibujos geométricos con predominio del color azul), y más tarde en 1686 sufrió unas renovaciones con adornos churriguerescos; que, por fortuna, no alteraron las líneas del primitivo estilo.
En 1671 se erige la capilla de la Comunión o de San Francisco de Borja, con motivo de la canonización por el papa Clemente XI de Francisco de Borja. Se encuentra a la izquierda del templo, accediéndose por la primera capilla. Tiene planta de cruz griega cubierta con cúpula (de ocho gajos de dos metros y medio cada uno y mide veinte metros lineales de diámetro), sobre pechinas en las que se representan los cuatro evangelistas. Externamente la cúpula es de teja azul vidriada combinando el blanco y el azul.
Al oeste de la iglesia, se conserva parte del claustro manierista. Tiene doble galería de arcos de medio punto, correspondiendo dos de la parte superior con uno de la inferior, que se apoyan en pilastras. Sobre los vanos se sitúan molduras y cornisas. El material utilizado para su construcción es el ladrillo. En 1955 se desplomó el ala norte del claustro. En el lado sudeste del mismo se encuentra la torre campanario de la iglesia.
El campanario es de planta cuadrada con dos cuerpos (el primero macizo sin vanos y otro que es el que tiene las campanas), rematados por una pequeña cúpula de cerámica vidriada.
En su interior pueden encontrase verdaderas joyas artísticas, como la imagen de la Virgen del Rosario, regalo de Francisco de Borja, de estilo gótico. Tiene un Lignum Crucis de plata repujada, también regalo de Francisco de Borja al convento. También puede contemplarse una gran tabla con los santos Juanes, atribuida a la escuela de Juan de Juanes, y un lienzo (datado en el siglo XVII) de grandes dimensiones con santo Domingo y santa Catalina de Siena. Se puede admirar una imagen de san Vicente Ferrer de Ignacio Vergara y otra de vestir con un expresivo rostro, atribuido a José Esteve; también una imagen pequeña de santo Domingo, del siglo XVII, anónimo. El relicario es de plata, con una insigne reliquia de san Francisco de Borja del siglo XVIII. En el coro se ve un fresco anónimo de santo Domingo de Guzmán de 1663.